# Cool Kiz on the Block
Cool Kiz on the Block (hangul= 우리동네 예능과 체육의 능력자, también conocida como Our Neighborhood Arts and Physical Education, hangul= 우리동네 예능과 체육의 능력자, hanja= 우리洞네藝能과體育의能力者, RR= Uridongne Yeneung-gwa Cheyugui Neungryeokja), es un espectáculo de variedades de Corea del Sur transmitido del 9 de abril del 2013 al 4 de octubre del 2016 por medio de la cadena KBS2.
La serie fue creada por Choi Jae Young y presentada por el presentador de televisión surcoreano Kang Ho-dong.

## Formato
Un deporte es elegido y es realizado por un período de tiempo y compiten dos equipos, los cuales son formados por varias celebridades, ciudadanos y/o deportistas de Corea del Sur. En donde los miembros desafían a un equipo a un partido oficial después de haber pasado por un entrenamiento básico, el cual varía dependiendo del deporte que se esté realizando.
Entre los deportes realizados se encontraron: baloncesto, taekwondo, judo, fútbol, tenis, lucha, ciclismo, natación, voleibol, voleibol de pie, tenis de mesa, bowling, bádminton y tiro con arco.

## Miembros

### Presentadores y miembros
| Artista          | N.º de Episodios                              | Duración    |
| ---------------- | --------------------------------------------- | ----------- |
| Kang Ho-dong     | 1 - 174                                       | 2013 - 2016 |
| Oh Man-seok      | 146 - 165                                     | 2016        |
| Lee Soo-geun     | 1 - 32, 164 - 174                             | 2013, 2016  |
| Jeong Hyeong-don | 53 - 133                                      | 2014 - 2015 |
| Yang Sang-guk    | 65 - 107, 112                                 | 2014 - 2015 |
| Seo Ji-seok      | 29 - 38, 41 - 43, 46 - 52, 53 - 67, 101 - 124 | 2013 - 2015 |
| John Park        | 14 - 15, 17 - 24, 28 - 43, 46 - 52 + especial | 2013 - 2014 |
| Max Changmin     | 1 - 15, 17 - 43 + especial                    | 2013 - 2014 |

### Miembros participantes
El programa tuvo como participantes invitados a varios artistas del espectáculo. (Para ver la lista completa de invitados ir a Elenco de Cool Kiz on the Block.)
| Nombre        | Deporte                   | Episodios donde apareció                        | Duración         |
| ------------- | ------------------------- | ----------------------------------------------- | ---------------- |
| Sung Hoon     | Natación                  | 113 - 124                                       | 2015             |
| Kang Min-hyuk | Natación                  | 113, 116 - 124                                  | 2015             |
| Bora          | Bowling y Voleibol        | 11 - 12, 154                                    | 2013, 2016       |
| Feeldog       | Bádminton y Taekwondo     | 14 - 24, 46 - 52                                | 2013 - 2014      |
| Hoya          | Taekwondo                 | 46 - 50, 52                                     | 2014             |
| Nichkhun      | Bádminton                 | 14 - 15, 39 - 40 + especial, 164 - 165          | 2013, 2014, 2016 |
| Jota          | Judo, Voleibol y Lucha    | 131 - 143 + especial, 146 - 163, 166 - 168, 170 | 2015 - 2016      |
| Lee Jae-yoon  | Natación, Judo y Voleibol | 113, 117 - 143 + especial, 146 - 163            | 2015 - 2016      |
| Yang Hak Jin  | Voleibol                  | 146 - 163                                       | 2016             |
| Jo Dong-hyuk  | Tenis de mesa y Voleibol  | 144 - 157, 159 - 163                            | 2016             |
| Kim Dong-jun  | Bádminton                 | 16 - 17, 164 - 165                              | 2013, 2016       |
| Tzuyu         | Tiro con arco             | 174                                             | 2016             |

## Episodios
El programa se emitió 174 episodios con regularidad todos los martes a las 11.10 pm (KST - hora estándar de Corea).
El programa también fue emitido con subtítulos en KBSWorld todos los martes a las 11:15pm.

## Premios y nominaciones
| Año  | Categoría                                                    | Premio                        | Nominado                                     | Resultado |
| ---- | ------------------------------------------------------------ | ----------------------------- | -------------------------------------------- | --------- |
| 2015 | Best Teamwork Award                                          | 14th KBS Entertainment Award  | Our Neighborhood Arts and Physical Education | Ganó      |
| 2015 | Best Newcomer Award                                          | 14th KBS Entertainment Award  | Lee Jae-yoon                                 | Ganó      |
| 2014 | Best Newcomer Award                                          | 13th KBS Entertainment Award  | Cha Yu-ram                                   | Ganó      |
| 2014 | Top Entertainer Award                                        | 13th KBS Entertainment Awards | Jeong Hyeong-don                             | Ganó      |
| 2013 | Top Entertainer Award                                        | 12th KBS Entertainment Awards | Max Changmin                                 | Ganó      |
| 2013 | Show/Variety Male Newcomer Award                             | 12th KBS Entertainment Award  | John Park                                    | Ganó      |
| 2013 | Best Entertainer Award (Variety) (empató con Choo Sung-hoon) | 12th KBS Entertainment Award  | Max Changmin                                 | Ganó      |
| 2013 | Best Teamwork Award                                          | 12th KBS Entertainment Award  | Our Neighborhood Arts and Physical Education | Ganó      |
| 2013 | Catchphrase Award                                            | Break Time Award Show         | Kang Ho-dong                                 | Ganó      |
| 2013 | Kind of Rookie Award                                         | Break Time Award Show         | Jo Dal-hwan                                  | Ganó      |

## Producción
El 25 de marzo del 2013 los miembros del entretenimiento de "Star News" de la KBS anunciaron la creación del nuevo programa titulado "Our Neighborhood Arts and Physical Education" (hangul= 우리동네 예능과 체육의 능력자, hanja= 우리洞네藝能과體育의能力者) creado por Choi Jae-young, el cual contaría con Kang Ho-dong, Lee Soo-geun y Kim Byung-man, como los presentadores del programa de variedades, el cual estaría dedicado a los deportes (en donde artistas y personas de la vida cotidiana que destacan en las artes y los deportes competirían entre ellos). El programa reemplazó a "Moonlight Prince", el cual había terminado sus transmisiones.
El 27 de marzo del 2013 se anunció que Max Changmin miembro de TVXQ había sido seleccionado como uno de los presentadores del programa, por otro lado también se anunció que Kim Byung-man sólo formaría parte del elenco de forma temporal en la primera parte del proyecto.
El programa fue producido por Lee Ye-ji y Moon-Eun-ae fue el escritor principal.
El programa filmó su primer episodio a principios de abril, el cual fue estrenado pocos días después el 9 de abril del mismo año obteniendo el primer lugar en su tiempo de transmisión, al día siguiente la "AGB Nielsen Korea" anunció que el episodio había obtenido una calificación en audiencia del 6.2%.
Contó con la compañía productora "SM C&C" y fue distribuida por la "KBS".